# Llista de carreteres del Pirineu

La Xarxa de Carreteres del Pirineu són totes les carreteres que és troben dintre de la Vegueria del Pirineu a l'àmbit territorial de l'Alt Pirineu sense incloure la Vall d'Aran. No s'inclou la Vall d'Aran perquè va ser exclosa de la vegueria de l'Alt Pirineu al considerar-se una entitat pròpia i exclusiva, per tant, les carreteres són competència del Conselh Generau d'Aran. Si en un futur es formen les vegueries i se suprimeixin les províncies i diputacions, es crearan els Consells Veguerials, que han de gestionar una part d'aquestes vies. Les carreteres a la Vegueria del Pirineu és divideixen segons la titularitat d'aquest, per tant tenim carreteres pertanyents a l'Estat, Generalitat, Diputació i Locals.
- Carreteres de l'Estat: És defineixen com a carreteres de l'estat totes aquelles amb denominació N-, A- o AP-. Al Pirineu hi trobem moltes carreteres nacionals, totes elles de gran importància però no hi trobem cap autovia ni autopista

- Carreteres de La Generalitat de Catalunya: Trobem gran quantitat de carreteres amb titularitat de la Generalitat de Catalunya. En són exemples totes les carreteres amb denominació C- i amb denominació L- o G-

- Carreteres de La Diputació de Lleida i Carreteres de La Diputació de Girona: A la Vegueria del Pirineu hi trobem dues províncies, la província de Lleida que cobreix pràcticament tot el Pirineu i la província de Girona que només cobreix la meitat de la Cerdanya

- Carreteres Locals: És defineixen com a carreteres locals totes aquelles vies menors. A vegades pertanyen a la batllia del seu terme municipal i d'altres vegades són propietat de la diputació corresponent. Exemples d'aquestes vies són la Carretera de Tor, que es una carretera local que enllaça Alins amb Tor al Pallars Sobirà. Al Pirineu les carreteres locals tenen molta importància per tal de comunicar tot el territori i tots els nuclis de població

## Carreteres de l'Alt Urgell[1]
L'Alt Urgell és una comarca catalana amb capital a la Seu d'Urgell. Té una superfície total de 1447,5 km² i 20.548 habitants l'any 2016. També és la comarca central del Pirineu, que agrupa més habitants i la més gran en superfície. Açò fa que sigui imprescindible creuar aquesta comarca per moure's pels Pirineus. Agrupa el nombre de carreteres més gran i important de tota la vegueria, també conté la capital de la vegueria del Pirineu, la Seu d'Urgell. Des d'aquesta ciutat és distribueixen totes les vies a la comarca i àmbit. A més a més conté vies frontereres amb el Principat d'Andorra, de fet, la comarca alt-urgellenca és l'única manera de moure's pel món per part dels andorrans (per França són vies de difícil circulació)

### Xarxa de Carreteres de l'Estat (Carreteres Nacionals)
El Govern Espanyol només posseeix dues carreteres a la comarca de l'Alt Urgell, són dues carreteres transversals, la primera la N-260 que creua el Pirineu i la segona que comunica la primera amb Andorra

#### N-145
- N-145: Carretera nacional de 9 quilòmetres de llargada que enllaça la ciutat de la Seu d'Urgell amb el Principat d'Andorra

#### N-260 (Eix Pirinenc)
- N-260: Carretera nacional de 520 quilòmetres de llargada en total que enllaça la ciutat de Portbou amb Samianigo, pel que fa l'Alt Urgell enllaça la Cerdanya a Martinet amb el Pallars Sobirà a Rubió

### Xarxa de Carreteres de la Generalitat de Catalunya

#### C-14 (Eix Tarragona-Andorra)
- C-14: Carretera catalana de 177,4 quilòmetres que uneix la població de Salou a la comarca del Tarragonès amb la població alturgellenca d'Adrall. Pel que fa a la comarca de l'Alt Urgell té el seu inici passant Ponts al límit comarcal amb la Noguera i el seu final a Adrall (fi de la carretera amb la N-260)

#### C-26 (Eix Prepirinenc)
- C-26: Carretera catalana de 269,1 quilòmetres que uneix la població d'Alfarràs a la comarca del Segrià amb la població de Borrassà a l'Alt Empordà. Pel que fa a la comarca de l'Alt Urgell té el seu inici a la rotonda amb la C-14 a Bassella i el seu final al límit comarcal a Ogern

#### C-462 (Carretera del Pantà de la Llosa del Cavall)
- C-462: Carretera catalana de 88,9 quilòmetres que uneix la capital alturgellenca, la Seu d'Urgell amb l'encreuament amb la C-26 vora Solsona

#### L-401
- L-401: Carretera catalana de 41,3 quilòmetres que uneix el Pont d'Espia (Alt Urgell), sortida de la C-14, amb l'encreuament amb la LV-4241 al Solsonès

#### L-511
- L-511: Carretera catalana de 40,75 quilòmetres que uneix la població de Isona (Pallars Jussà) amb la població de Coll de Nargó (Alt Urgell)

#### C-563
- C-563: Carretera catalana de 14,7 quilòmetres que uneix Tuixent amb Gósol

#### LV-5118
- LV-5118: Carretera catalana de 5 quilòmetres que uneix la C-14 (direcció Peramola), amb l'encreuament amb la C-1412b a la Noguera

#### LV-5119
- LV-5119: Carretera catalana d'un quilòmetre que uneix la LV-5118, abans de Peramola, amb Tragó i Nuncarga, respectivament

### Xarxa de Carreteres de la Diputació de Lleida

#### LV-4001
- LV-4001: Carretera de 12,4 quilòmetres que uneix la C-14 amb Montan de Tost

#### LV-4008
- LV-4008: Carretera de 3,3 quilòmetres que uneix la C-462 amb Ortedó[2]

#### LV-5134
- LV-5134: Carretera de 28,7 quilòmetres que uneix Noves de Segre a la C-14 amb Els Castells[3]

#### LV-4051
- LV-4051: Carretera de 1,5 quilòmetres que uneix la N-260 amb Alàs[4]

#### LV-4052
- LV-4052: Carretera de 1,9 quilòmetres que uneix la N-260 amb Arsèguel, també connecta amb Ansovell i Cava mitjançant carreteres locals[5]

### Xarxa de Camins Primaris de l'Alt Urgell (Consell Comarcal)
Xarxa gestionada pel Consell Comarcal de l'Alt Urgell. Aquests en són alguns exemples, però n'hi han molts més.
- Carretera d'Os de Civís o CG-6 (denominació andorrana): Carretera que té inici a la frontera amb Andorra, on s'anomena CG-6 i té fi a Os de Civís

- Carretera de Tor: Carretera local de 11,8 quilòmetres que uneix el Principat d'Andorra al fi de la CG-4 amb Tor a Catalunya (Alt Urgell)

- Carretera d'Estamariu: Carretera local que uneix la N-260 amb Estamariu, també connecta amb el nucli de Bescaran

- Carretera de Castellnou de Carcolze: Carretera local que uneix la N-260 a l'alçada dels Banys de Sant Vicenç amb Castellnou de Carcolze, també connecta amb el nucli de Bescaran

- Carretera del Poble Sec: Carretera local que uneix la N-260 amb El Poble Sec al terme de la Seu d'Urgell, també connecta amb el nucli de Calbinyà (Les Valls de Valira)

- Carretera de Toloriu-Bar-Querforadat: Carretera local que uneix la N-260 a l'alçada de Pont de Bar (vell) amb Toloriu, Bar i El Querforadat, respectivament. També connecta amb Béixec

### Xarxa de Camins Secundaris de l'Alt Urgell (Consell Comarcal)[1]
Xarxa gestionada pel Consell Comarcal de l'Alt Urgell. Aquests en són alguns exemples, però n'hi han molts més.
- Carretera de la Collada del Canòlic a Os de Civís: Carretera local que uneix la Collada del Canòlic amb Os de Civís passant per Civís, Llemp, Bordes de Sobirà, Bordes de Llosar, Bordes de Conflent, Coll de Conflent i el Pic de Salòria

- Carretera Sant Joan Fumat: Carretera local que uneix la Farga de Moles (prop la N-145) amb Sant Joan Fumat
- Carretera de Castellnou: Carretera local que uneix Castellnou de Carcolze amb la frontera amb Andorra passant per Bescaran
- Carretera de Campmajor: Carretera local que uneix Bellestar amb Campmajor
- Carretera d'Aravell a Sendes: Carretera local que uneix Aravell amb Sendes passant per Sallent i Masos propers.
- Carretera de Castellbò: Carretera local que uneix Castellbò amb Solanell
- Carretera de La Coma de Nabiners: Carretera local que uneix la Seu d'Urgell amb La Coma de Nabiners i Nabiners
- Carretera de La Bastida d'Hortons: Carretera local que uneix la Seu d'Urgell amb La Bastida d'Hortons
- Carretera del Sant Pere: Carretera local que uneix la Circumval·lació Sud de la Seu d'Urgell amb el Barri de Sant Pere
- Carretera de Vilanova de Banat: Carretera local que uneix Ortedó amb Solanell
- Carretera d'Arfa: Carretera local que uneix Adrall amb Arfa
- Carretera de Fórnols: Carretera local que uneix Fórnols de Cadí amb la Carretera de Montargull (prop de Montargull)
- Carretera d'Ossera: Carretera local que uneix Ossera amb L'Alzina
- Carretera de Cassovall: Carretera local que uneix Cassovall amb Espaén passant per Saulet, Argestues, Berén i Miravall
- Carretera de Senyús: Carretera local que uneix Cabó amb Senyús
- Carretera de les Masies de Nargó: Carretera local que uneix les Masies de Nargó (vora Coll de Nargó) amb Gavarra passant per Valldarques
- Carretera de les Anoves: Carretera local que uneix Oliana amb les Anoves passant pel Castell d'Oliana
- Carretera de Peramola: Carretera local que uneix Nuncarga amb Cortiuda passant per Peramola
- Carretera de Sarenyana: Carretera local que uneix Ogern amb Sarenyana
- Carretera de Voloriu: Carretera local que uneix Fígols amb Voloriu
- Carretera dels Castells: Carretera local que uneix el poble de Els Castells amb el Coll de l'Església i la frontera amb el Pallars Sobirà

## Carreteres de la Cerdanya
La Cerdanya és una comarca catalana amb capital a Puigcerdà. Té una superfície total de 546,7 km² i 17.704 habitants l'any 2016, a més a més és la darrera o primera comarca pirinenca per la dreta. Per alguns vista com la porta al Pirineu, per d'altres com la sortida. Aquest comarca agrupa un seguit d'importants carreteres, a més a més, conté vies fronteres amb França. La comarca de la Cerdanya és peculiar per estar entre dues comarques, açò afecta en molt a les carreteres, ja que són gestionades per dues diputacions segons a la província on són.

### Xarxa de Carreteres de l'Estat (Carreteres Nacionals)

#### N-260 (Eix Pirinenc)
- N-260: Carretera nacional de 520 quilòmetres de llargada en total que enllaça la ciutat de Portbou amb Samianigo, pel que fa a la Cerdanya enllaça el límit comarcal amb l'Alt Urgell a Martinet amb el Ripollès a Toses

#### N-152
- N-152: Carretera nacional de 6 quilòmetres de llargada que enllaça la ciutat de Puigcerdà (Plaça Comtat de Cerdanya) amb la Guingueta d'Ix

#### N-154
- N-154: Carretera nacional de 7 quilòmetres de llargada que enllaça la ciutat de Puigcerdà amb Llívia

#### N-1411
- N-1411: Carretera nacional d'uns 9 quilòmetres de llargada amb el seu inici a la rotonda de la N-260, a l'alçada del càmping de Bellver de Cerdanya, amb final a l'enllaç de la C-16 amb la LP-4033b prop de Baltarga

### Xarxa de Carreteres de la Generalitat de Catalunya

#### C-16 (Eix del Llobregat)
- C-16: Carretera catalana de 154 quilòmetres que uneix Barcelona amb la N-1411 prop de Bellver de Cerdanya

#### C-162
- C-162: Tram de la carretera E09 que rep la denominació de C-162 entre Queixans i Riu de Cerdanya

#### GI-400
- GI-400: Carretera catalana de 15 quilòmetres que uneix Alp amb la GI-404 direcció a Das

#### GI-404
- GI-404: Carretera catalana de 2 quilòmetres que uneix Alp amb Das

### Xarxa de Carreteres de la Diputació de Lleida

#### LP-4033a, LP-4033b i LP-4033c
- LP-4033a: Carretera de 2,4 quilòmetres que uneix la N-260 a Bellver de Cerdanya amb Baltarga a la N-1411

- LP-4033b: Carretera de 3,3 quilòmetres que uneix Baltarga a la C-16 amb la GI-4033 al límit provincial amb Girona

- LP-4033c: Carretera de 0,5 quilòmetres que uneix la N-1411 a Bellver de Cerdanya amb Baltarga a la C-16

#### LV-4036
- LV-4036: Carretera de 9,5 quilòmetres que uneix la N-260 a Martinet amb Lles de Cerdanya

#### LV-4037
- LV-4037: Carretera de 1,4 quilòmetres que uneix la N-260, a prop del municipi de Bellver de Cerdanya, i acaba al municipi de Prullans. Continuació per la Carretera d'Ardòvol que duu, fins al terme d'Ardòvol primer, Coborriu de la Llosa i Viliella, posteriorment

#### LV-4055
- LV-4055: Carretera de 9,5 quilòmetres que uneix la N-260 a Martinet amb Montellà

### Xarxa de Carreteres de la Diputació de Girona

#### GIV-4031
- GIV-4031: Carretera de 9,8 quilòmetres que uneix la N-260 a Ger amb Meranges

#### GIV-4032
- GIV-4032: Carretera de 1,8 quilòmetres que uneix la N-260 a Isòvol amb Olopte

#### GIV-4033
- GIV-4033: Carretera de 2,3 quilòmetres que uneix la N-260 a Alp amb Fontanals de Cerdanya

#### GIV-4034
- GIV-4034: Carretera de 1,3 quilòmetres que uneix la E-9 amb Urtx

#### GIV-4035
- GIV-4035: Carretera de 5,1 quilòmetres que uneix la N-260 amb Guils de Cerdanya

#### GIV-4036
- GIV-4036: Carretera de 0,4 quilòmetres que uneix la E-09 amb Urús

#### GIV-4082
- GIV-4082: Carretera de 6,7 quilòmetres que uneix la E-09 amb la Molina

### Xarxa de Carreteres Locals
A la Cerdanya hi han gran quantitat de carreteres locals que comuniquen, per exemple, un municipi amb les seves entitats de població. Per exemple, Bellver de Cerdanya que posseeix més de deu entitats de població té multitud de carreteres locals. Aquestes són a càrrec de la batllia (en alguns casos) o del Consell Comarcal.
Alguns exemples de carreteres locals:
- Carretera d'Éller: Carretera local que comunica la N-260 amb Cortàs i Éller

- Carretera de Pi: Carretera local que comunica Bellver de Cerdanya amb Pi

- Carretera de Santa Eugènia-Olià: Carretera local que comunica Bellver de Cerdanya i Pi amb els pobles de Santa Eugènia, Olià i Nas, respectivament

## Carreteres dels Pallars

### Pallars Jussà
El Pallars Jussà és una comarca catalana amb capital a Tremp. Té una superfície total de 1343,1 km² i 13.453 habitants l'any 2016.

### Xarxa de Carreteres de l'Estat (Carreteres Nacionals)

#### N-260 (Eix Pirinenc)
- N-260: Carretera nacional de 520 quilòmetres de llargada en total que enllaça la ciutat de Portbou amb Samianigo

### Xarxa de Carreteres de la Generalitat de Catalunya

#### C-13 (Eix dels Pallars)
- C-13: Carretera catalana de 160,3 quilòmetres que uneix Lleida amb Esterri d'Àneu

#### C-28
- C-28: Carretera catalana de 42,4 quilòmetres que uneix Vielha a la N-230 amb Esterri d'Àneu

#### C-1311
- C-1311: Carretera catalana de 25,6 quilòmetres que uneix Osca a la N-230 amb Talarn a la C-13

#### C-1412a
- C-1412a: Carretera catalana de 56 quilòmetres que uneix Ponts a la C-14 amb Jorba a la N-IIa

#### C-1412b
- C-1412b: Carretera catalana de 60 quilòmetres que uneix Ponts a la C-14 amb Tremp a la C-13

#### L-503
- L-503: Carretera catalana de 16,6 quilòmetres que uneix Senterada a la N-260 amb la Torre de Cabdella

#### L-503z
- L-503z: Carretera catalana de 1,6 quilòmetres que uneix la Plana de Mont-ros, quilòmetre 8,7 de la carretera L-503 amb la Plana de Mont-ros, quilòmetre 7,6 de la carretera L-503

#### L-511
- L-511: Carretera catalana de 40,5 quilòmetres que uneix la C-1412bz a Isona i Conca Dellà amb la C-14 a Coll de Nargó

#### L-521
- L-521: Carretera catalana de 2,6 quilòmetres que transcorre el poble de Sarroca de Bellera

#### L-522
- L-522: Carretera catalana de 6 quilòmetres que uneix la N-260a a la Conca de Dalt (congost d'Erinyà) amb la N-260 a la Pobla de Segur

#### L-911
- L-911: Carretera catalana de 11 quilòmetres que uneix la C-1412b, Gavet de la Conca (coll de Comiols) amb la L-912, Gavet de la Conca (Sant Salvador de Toló)

#### L-912
- L-912: Carretera catalana de 12 quilòmetres que uneix la L-911, Gavet de la Conca (Sant Salvador de Toló) amb la C-1412bz, Tremp (els Capbloncs)

#### L-913
- L-913: Carretera catalana de 8,3 quilòmetres que uneix la LP-9132, Vilanova de Meià (LV-9131) amb Gavet de la Conca (bifurcació Mata-solana - Toló)

### Xarxa de Carreteres de la Diputació de Lleida

#### LV-5111
- LV-5111: Carretera de 1,7 quilòmetres que uneix la C-1412b, PK 53+950 amb Suterranya

#### LV-5112
- LV-5112: Carretera de 4,7 quilòmetres que uneix la C-1412b, PK 47+250 amb Orcau

#### LV-5182
- LV-5182: Carretera de 0,09 quilòmetres, que travessa Pont a Claverol

- LV-5182a: Carretera de 0,06 quilòmetres, que travessa Pont a Claverol (vell)

#### LV-9121
- LV-9121: Carretera de 7,4 quilòmetres que uneix la C-13 a Castell de Mur amb Llimiana

#### LV-9123
- LV-9123: Carretera de 6,5 quilòmetres que uneix la C-1412b, PK 55+200 amb Sant Serni

- LV-9123a: Uneix la LV-9123 a Fontsagrada, té una distància total de 0,7 quilòmetres.

#### LV-9124
- LV-9124: Carretera de 7,5 quilòmetres que uneix la C -13 amb Moror

- LV-9124a: De la LV-9124 a Guàrdia de Noguera amb la LV-9124 al mateix terme (Guàrdia de Noguera) (0,7 quilòmetres)

#### LV-9125
- LV-9125: Carretera de 0,9 quilòmetres que uneix la LV-9124, PK 6+950 amb Estorm

### Xarxa de Carreteres Locals
En són alguns exemples: 
- Carretera d'Aramunt: Recorre el terme de Conca de Dalt

- Carretera d'Erinyà: Comença a la rotonda de la carretera N-260 (quilòmetre 314), a prop del Túnel d'Erinyà. A la mateixa rotonda arriba també l'actual traçat de la carretera L-522. Des d'aquest lloc de primer s'adreça cap al sud, resseguint lo Serrat, li fa la volta pel costat de migdia i arriba a Erinyà en uns 2 quilòmetres de recorregut.

- Carretera de Pessonada (Sant Martí de Canals): Comença al terme de Sant Martí de Canals i acaba al terme de Pessonada

- Carretera de Rivert: De Sensui fins a Ribert en uns 5 quilòmetres de carretera

- Carretera de Sossís: Comença al Pont de Claverol fins a Sossís en uns 2,5 quilòmetres de carretera

- Carretera de Toralla: Comença a la carretera N-260 en el punt quilomètric 310,8 fins a Toralla

### Pallars Sobirà
El Pallars Sobirà és una comarca catalana amb capital a Sort. Té una superfície total de 1377,9 km² i 6986 habitants l'any 2016.

### Xarxa de Carreteres de l'Estat (Carreteres Nacionals)

#### N-260 (Eix Pirinenc)
- N-260: Carretera nacional de 520 quilòmetres de llargada en total que enllaça la ciutat de Portbou amb Samianigo

### Xarxa de Carreteres de la Generalitat de Catalunya

#### C-13 (Eix dels Pallars)
- C-13: Carretera catalana de 160,3 quilòmetres que uneix Lleida amb Esterri d'Àneu

#### L-504
- L-504: Carretera catalana de 19,4 quilòmetres que uneix la C-13 a Llavorsí (riu Noguera Pallaresa) amb Lladorre (Tavascan)

#### L-510
- L-510: Carretera catalana de 13,8 quilòmetres que uneix la L-504 a Tírvia (rotonda) amb Alins

### Xarxa de Carreteres de la Diputació de Lleida

#### LV-5131
- LV-5131: Carretera de 6,6 quilòmetres que uneix la població de Malmercat amb Tornafort

#### LV-5222
- LV-5222: Carretera de 7,2 quilòmetres que uneix la N-260 (PK 280+900) amb Enviny

#### LV-5223
- LV-5223: Carretera de 12,2 quilòmetres que uneix la C -13 amb Llessui

#### LV-5224
- LV-5224: Carretera de 3,5 quilòmetres que uneix la LV-5223, PK 3+100 amb Olp

#### LV-5225
- LV-5225: Carretera de 1,3 quilòmetres que uneix la LV-5223, PK 9+600 amb Saurí

## Carreteres de l'Alta Ribagorça
L'Alta Ribagorça és una comarca catalana amb capital a Pont de Suert. Té una superfície total de 426,9 km² i 3.867 habitants l'any 2016, també és la comarca més petita del Pirineu i de Catalunya pel que fa a superfície i habitants. És per açò que hi han poques vies de comunicació principals tot i que conté gran quantitats de carreteres locals, camins i caminets de muntanya.

### Xarxa de Carreteres de l'Estat (Carreteres Nacionals)

#### N-260 (Eix Pirinenc)
- N-260: Carretera nacional de 520 quilòmetres de llargada en total que enllaça la ciutat de Portbou amb Samianigo

#### N-230
- N-230: Carretera nacional de 187 quilòmetres de llargada en total que enllaça la ciutat de Lleida amb Bausen

### Xarxa de Carreteres de la Generalitat de Catalunya

#### L-500
- L-500: Carretera catalana de 19,6 quilòmetres que uneix la N-230 a el Pont de Suert amb Barruera (Caldes de Boí)

#### L-501
- L-501: Carretera catalana de 5,7 quilòmetres que uneix la L-500 a Barruera (pont de Boí) amb l'entrada a la urbanització del Pla de l'Ermita

### Xarxa de Carreteres de la Diputació de Lleida

#### LV-5212
- LV-5212: Carretera de 3,4 quilòmetres que uneix la N-260, PK 391+900 amb Malpàs

## Categories relacionades
- Categoria:Carreteres de l'Alt Urgell

- Categoria:Carreteres de La Cerdanya

- Categoria:Carreteres del Pallars Jussà

- Categoria:Carreteres del Pallars Sobirà